# Vouacapoua americana
Espèce
Classification phylogénétique
Statut de conservation UICN

 CR A1cd+2cd : 
En danger critique

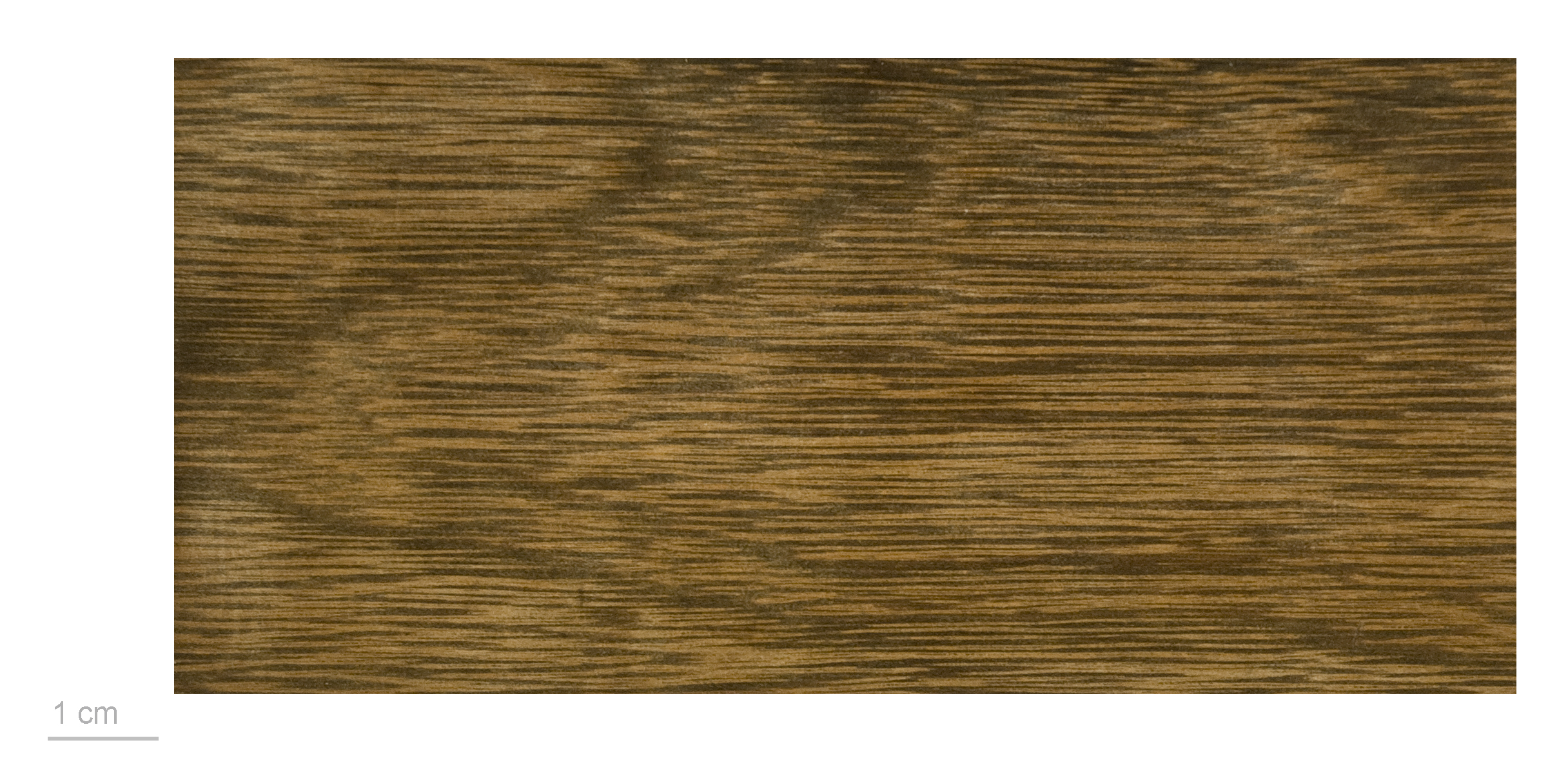
Vouacapoua americana au Muséum de Toulouse.

Vouacapoua americana est une espèce de plantes à fleurs de la famille des Caesalpiniaceae selon la classification classique, ou de celle des Fabaceae, sous-famille des Caesalpinioideae selon la classification phylogénétique. C'est un arbre trouvé en Amérique du Sud.
C'est une essence de demi-lumière, poussant en forêt de terre ferme et atteignant 30 à 35 m de hauteur. Elle est souvent répartie en aggrégats plus denses.

## Dénomination
En Guyane, cet arbre est appelé le « wacapou » dans la langue courante (« bounaati » en paramaka) ; il s'appelle « acapu » ou « ritangueira » au Brésil, « wacapoe » au Suriname, « sara » ou « tatbu » et au Guyana sarebebeballi.
Synonyme : Andira aubletii Aubl.

## Description morphologie

### Répartition géographique
Cette espèce se trouve en forêt tropicale humide à l'est du plateau des Guyanes et à l'aval du bassin amazonien : au Brésil, en Guyane, au Guyana et au Suriname. Elle est menacée par la disparition de cet habitat naturel et la surexploitation des ressources forestières.

### Temps de vie
Son temps de vie est relativement court.

### Hauteur
L'arbre peut mesurer une hauteur de 30 à 35 mètres.

### Feuille et fleur
La feuille est composée imparipennée. Les folioles sont opposées et présentent une glande à la base des pétioles appariés. Ses fleurs sont petites, jaune et odorantes.

## Histoire naturelle
En 1775, le botaniste Aublet propose la diagnose suivante :

« L'ANGELIN de la Guiane.
L'Angelin eſt un arbre qui s'élève fort haut. Son tronc a juſqu'à ſoixante pieds & plus de hauteur, & deux pieds & plus de diamètre. Son écorce eſt cendrée ; ſon obier eſt d'un blanc jaunâtre ; ſon cœur eſt d'un rouge fonce, & en ſe deſſéchant il devient noir. Sa tête eſt garnie d'un nombre de branches conſidérables qui ſe répandent en tout ſens, les unes horiſontales & les autres droites. De ces branches ſortent des rameaux alternes, chargés à leur extrémité de feuilles rangées près a près alternativement.
Ses feuilles ſont ailées ou conjuguées, & les conjugaiſons ſont pour l'ordinaire de deux, de trois & de quatre. Elles ſont formées de deux folioles oppoſées, & terminées par une impaire. Entre chaque conjugaiſon on voit, ſur la côte qui les porte, un point glanduleux. Cette côte a environ ſept pouces de longueur ; elle eſt convexe en deſſous, & creuſée d'un ſillon en deſſus; à ſa naiſſance elle à deux stipules qui tombent de bonne heure, & elle eſt charnue. Ce n'eſt qua la diſtance d'environ quatre pouces que ſe trouve la première conjugaiſon des deux premières folioles. Elles ſont ovales, ſèches, vertes en deſſus, blanchâtres & couvertes d'un petit duvet en deſſous. Elles ſe terminent par une pointe mouſſe. Leur longueur eſt de quatre pouces & plus ; leur largeur eſt d'environ deux pouces. Le pédicule de chaque foliole eſt court, arrondi & charnu.
Quoique j'aie rencontre cet arbre dans pluſieurs endroits, lorſque je parcourois l'intérieur de la Guiane, je n'ai pu en obſerver les fleurs. Je l'ai toujours trouvé avec des fruits naiſſants ou en maturité. Ces fruits ſont ramaſſés ſur des grappes en grand nombre. Ils ſont de forme preſqu'ovale, étant moins gros & un peu courbes au bout par lequel ils tiennent à la grappe, & l'autre bout eſt terminé par une pointe obtuse qui donne naiſſance au ſtyle. Ils ſont a peu près de la groſſeur d'un œuf de poule. Chaque fruit peut être comparé à une gouſſe dont les deux valves s'ouvrent de la pointe à la baſe. Ces batans ou valves, avant de ſe ſéparer, ſont diſtingués d'un côté par un ſillon longitudinal, & de l'autre par une arrête ſaillante.
Les batans ſont épais, charnus d'abord, enſuite ſecs dans leur maturité. Ils ſont griſâtres, un peu velus en dehors, liſſes & roux en dedans. Ils ne renferment qu'une groſſe graine de forme ovale, couverte dune écorce mince & brune. Cette graine eſt à deux cotylédons fermés, charnus, blanchâtres & amers.
Cet arbre eſt nommé VOUACAPOUA par les Galibis. Son bois eſt fort dur ; on l'emploie pour la conſtruction des maiſons, pour former des paliſſades, & les caſes des Nègres. Il ſe conſervé très longtemps ſans ſe gâter. Le cœur de ce bois, à cauſe de ſa grande dureté & fineſſe, ſert pour fabriquer différents meubles. On en fait auſſi des mortiers & des pilons. »

## Caractéristiques technologiques

### Grume
Cet arbre est d'un diamètre allant de 40 à 100 cm, l'épaisseur de l'aubier est de 2 à 3 cm et il est non flottable.

### Bois
Son bois est brun très foncé, strié de parenchyme clair. L'aubier bien distinct et le grain moyen.

### Fil et contrefil
Le fil est droit. Son contrefil est absent.

### Durabilité et traitement de préservation
Ce bois ne nécessite pas de traitement de préservation en cas d'humidification temporaire et permanentes.

### Mise en œuvre et transformation
Les effets désafutant de ce bois sont importants. denture pour le sciage, outils d'usinage,
Il a une bonne aptitude au tranchage mais les placages sont plutôt cassants.
Le séchage du wacapou est le processus par lequel on amène du bois frais taux d'humidité.

## Utilisation
Ce matériau est durable et peut-être utilisé en charpente mais son aspect attractif et sa rareté le réservent plutôt à l'ébénisterie ou à la menuiserie,.